# Нові Пробощевиці
Нові Пробощевиці (пол. Nowe Proboszczewice) — село в Польщі, у гміні Стара Біла Плоцького повіту Мазовецького воєводства.
Населення — 1470 осіб (2011).
У 1975-1998 роках село належало до Плоцького воєводства.

## Демографія
Демографічна структура станом на 31 березня 2011 року:
|          | Загалом | Допрацездатний вік | Працездатний вік | Постпрацездатний вік |
| -------- | ------- | ------------------ | ---------------- | -------------------- |
| Чоловіки | 743     | 168                | 525              | 50                   |
| Жінки    | 727     | 159                | 471              | 97                   |
| Разом    | 1470    | 327                | 996              | 147                  |